# Stowarzyszenie Białego Lotosu
Stowarzyszenie Białego Lotosu (chiń. 白蓮教, pinyin báiliánjiào – nazwa chińskich stowarzyszeń o charakterze religijnym, a także religijno-politycznym.
Pierwsze stowarzyszenie pod tą nazwą powstało w 402 r., gdy Huiyuan (慧遠) zgromadził grupę 123 wyznawców kultu przed posągiem buddy Amitabhy, gdzie ślubowali odrodzić się w Zachodnim Raju buddy Amitabhy – Sukhawati. Była to pierwsza znana organizacja Czystej Krainy, tzw. Stowarzyszenie Białego Lotosu. Cele tej organizacji były wyłącznie religijne: wspólne kontynuowanie praktyk Szkoły Czystej Krainy oraz propagowanie kultu buddy Amitabhy.
W okresie Song powstało wiele Stowarzyszeń Białego Lotosu związanych ze Szkołą Czystej Krainy. Ponieważ były to stowarzyszenia czysto religijne, nie były atakowane przez konfucjanistów czy nawet bardzo konserwatywnych, ortodoksyjnych buddystów.
W czasie południowej dynastii Song niejaki Mao Ziyuan z Jiangxi, który był uczniem mistrza szkoły tiantai, związanego także z naukami Czystej Krainy – Jingfana (zm. 1128) – po ordynacji mnisiej, zaangażował się najpierw w praktyki medytacyjne w tradycji szkoły tiantai. Jednak jak i jego nauczyciel zainteresował się ideami Szkoły Czystej Krainy. Zainspirowany przykładem Huiyuana z góry Lu, zorganizował stowarzyszenie, w skład którego weszli mnisi i ludzie świeccy, oddani poskramianiu swoich namiętności i budowaniu dobrej karmy. Grupa ta spotykała się regularnie; wznoszono inwokacje i śpiewano hymny pochwalne Buddzie oraz wysłuchiwano wspólnie wyznań stowarzyszonych. Grupa ta różniła się od innych tym, że jej członkami były także kobiety i dzieci. Wszyscy byli wegetarianami. Nie spożywali wina, cebuli i mleka.
Każdego ranka członkowie wyznawali swoje grzechy, co miało służyć wyplenieniu zła i usunięciu przeszkód na drodze do zbawienia.
Fakt, że grupa ta łączyła zarówno mężczyzn jak i kobiety, spotkał się z atakiem zarówno konfucjanistów, jak i ortodoksyjnych buddystów, oskarżających stowarzyszenie o deprawację i kontakty z demonami. W wyniku tych oskarżeń Mao został skazany na banicję do Jiangzhou (obecny Jiujiang w Jiangxi), a stowarzyszenie uznane za nielegalne.
Mimo tego, stowarzyszenie istniało dalej, a nawet się rozwijało. W okresie panowania mongolskiej dynastii Yuan zostało oficjalnie uznane dwoma dekretami z 1281 i 1308. Jednak w 1313, zapewne na skutek interwencji Xiao Jueguia i księcia koreańskiego, stowarzyszenie otrzymało zakaz propagowania swoich nauk. W 1322 jego działalność znów została zakazana.
Stowarzyszenie zaczęło wtedy ulegać zmianom. Zaczęto także czcić bóstwa niebuddyjskie. Tajne stowarzyszenie rozrosło się także na teren prowincji Fujian. Przyłączały się do niego kobiety nawet ze szlachetnych rodów. Wkrótce zaczęło ono mieć także cele polityczne, czyli wypędzenie Mongołów i przywrócenie na tron dynastii Song. Pod względem religijnym jego członkowie wyznawali już wtedy synkretyczne połączenie buddyzmu i taoizmu, głosząc nadejście buddy Maitrei.
W 1337 niejaki Bang Hu wzniósł pierwszą rewoltę przeciwko Mongołom w Henanie, twierdząc, że przygotowuje się na przyjęcie Maitrei.
Stowarzyszenie Białego Lotosu prowadziło silną agitację wśród chłopów, doprowadzając do wybuchu w 1351 antymongolskiego powstania Czerwonych Turbanów pod wodzą Hana Shantonga. Hasłem powstania był jego slogan „Kraj jest w wielkim pomieszaniu i Maitreja schodzi aby się odrodzić”. Powstanie zostało stłumione przez Mongołów w 1363, otworzyło jednak drogę do zwycięstwa powstaniu chłopskiemu Zhu Yuanzhanga (byłego członka Czerwonych Turbanów), który założył dynastię Ming. Po objęciu tronu Zhu Yuanzhang zwrócił się przeciwko Stowarzyszeniu Białego Lotosu. Jego członkowie wywołali powstanie, które zostało jednak stłumione, a przywódcy ugrupowania zostali straceni.
Stowarzyszenie Białego Lotosu uaktywniło się na nowo w XVIII wieku, działając przeciwko mandżurskiej dynastii Qing i wszczynając dwa powstania: w Shandongu w roku 1774 (Powstanie Wang Luna) i na pograniczu Syczuanu, Shaanxi i Hubei w latach 1796-1805.
Pomimo stłumienia powstania w 1804 nie udało się zniszczyć stowarzyszenia, które dało początek kilku niezależnym organizacjom, które także wywoływały powstania, m.in.: Stowarzyszeniu Ośmiu Trygramów, Stowarzyszeniu Niebiańskiego Porządku, czy Pięść w Imię Sprawiedliwości (bokserzy).